# Clark Burdick

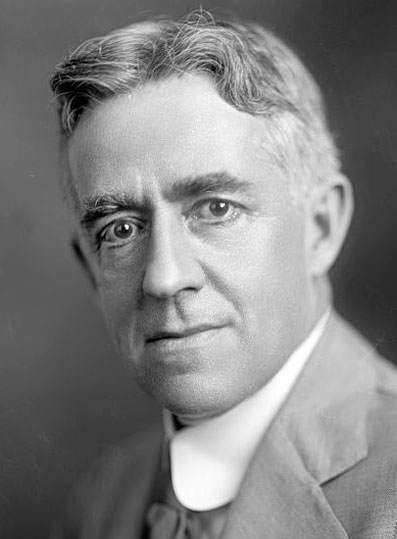
Clark Burdick

Clark Burdick (* 13. Januar 1868 in Newport, Rhode Island; † 27. August 1948) war ein US-amerikanischer Politiker. Zwischen 1919 und 1933 vertrat er den ersten Wahlbezirk des Bundesstaates Rhode Island im US-Repräsentantenhaus.

## Leben
Clark Burdick besuchte die öffentlichen Schulen seiner Heimat. Danach studierte er zwischen 1893 und 1895 an der juristischen Fakultät der Harvard University Jura. Nach seiner Zulassung als Rechtsanwalt begann er in Newport in seinem neuen Beruf zu arbeiten. Burdick stieg auch in das Bankgeschäft ein und wurde Präsident der Newport Trust Co. Von 1896 bis 1897 war er Mitglied der maritimen Miliz von Rhode Island. Zwischen 1899 und 1901 war Burdick Mitglied im Schulrat von Newport. Von 1901 bis 1908 war er mehrfach mit Unterbrechungen Anwalt dieser Stadt.
Politisch war Burdick Mitglied der Republikanischen Partei. Von 1906 bis 1908 saß er im Repräsentantenhaus von Rhode Island; 1912 war er Delegierter zur Republican National Convention in Chicago. Zwischen 1906 und 1916 gehörte Burdick auch dem Stadtrat von Newport an, dessen Vorsitzender er wurde. In den Jahren 1915 und 1916 war Burdick Mitglied im Staatssenat, ehe er von 1917 bis 1918 Bürgermeister von Newport wurde.
1918 wurde Burdick in das US-Repräsentantenhaus gewählt, wo er am 4. März 1919 die Nachfolge des Demokraten George F. O’Shaunessy antrat. Nachdem er bei den folgenden sechs Wahlen jeweils in seinem Mandat bestätigt wurde, konnte Burdick bis zum 3. März 1933 im Kongress verbleiben. Bei den Wahlen des Jahres 1932 unterlag er dem Demokraten Francis Condon. Dieser profitierte von einem bundesweiten Trend zu Gunsten seiner Partei, der in der Wahl von Franklin D. Roosevelt zum US-Präsidenten seinen Höhepunkt erreichte.
Nach dem Ende seiner Zeit im Kongress arbeitete Burdick wieder als Rechtsanwalt und widmete sich wieder seinen Bankgeschäften. Politisch hat er keine weiteren Ämter ausgeübt. Er starb im August 1948 im Alter von 80 Jahren und wurde in Portsmouth beigesetzt.